# Crljeni
Crljeni – wieś w Bośni i Hercegowinie, w Federacji Bośni i Hercegowiny, w kantonie uńsko-sańskim, w gminie Ključ. W 2013 roku liczyła 307 mieszkańców, z czego większość stanowili Boszniacy.